# أندرو جي. وارد
أندرو جي. وارد هو سياسي أمريكي، ولد في 16 فبراير 1843 في مقاطعة مدينا في الولايات المتحدة، وتوفي في 9 مارس 1914 في غراند هيفن في الولايات المتحدة.